# William Saturno
William Andrew Saturno es un arqueólogo y mayista estadounidense que ha hecho importantes contribuciones al estudio de la civilización maya precolombina. Ha sido profesor de arqueología en Colegio de Artes y Ciencias de la Universidad de Boston. Antes de ello fue conferencista en la Universidad de Nuevo Hampshire.
De manera significativa tiene el crédito de haber encontrado y documentado los murales más antiguos conocidos de la cultura maya en San Bartolo, cerca de Tikal, en el Petén, guatemalteco.

## San Bartolo
En marzo de 2001, en el curso de una expedición en el noreste de Guatemala que se realizaba bajo los auspicios del Museo Peabody de Arqueología y Etnología de la Universidad de Harvard, encontró un remoto yacimiento arqueológico al que se ha denominado San Bartolo y el más antiguo, y además virtualmente intacto, mural conocido de la civilización maya. A partir de entonces ha tenido a su cargo la conducción del proyecto arqueológico de San Bartolo para el Instituto de Antropología e Historia de Guatemala.